# Ikervár
Ikervár is een plaats (község) en gemeente in het Hongaarse comitaat Vas. Ikervár telt 1905 inwoners (2001).